# Svenska mästerskapen i kortbanesimning 1977
Svenska mästerskapen i kortbanesimning 1977 avgjordes i Umeå 1977. Det var den 25:e upplagan av kortbane-SM.

## Medaljsummering

### Herrar
| Gren            | Guld                          | Guld                          |
| 100 m frisim    | Dan Larsson 51,85             | Sundsvalls SS                 |
| 200 m frisim    | Pär Arvidsson 1.51,77         | Finspångs SK                  |
| 400 m frisim    | Gary Andersson 3.54,47        | Kristianstads SLS             |
| 1500 m frisim   | Gary Andersson 15.11,97       | Kristianstads SLS             |
| 100 m fjärilsim | Pär Arvidsson 55,57           | Finspångs SK                  |
| 200 m fjärilsim | Pär Arvidsson 2.00,34         | Finspångs SK                  |
| 100 m ryggsim   | Mikael Brandén 59,5           | Stockholmspolisens IF         |
| 200 m ryggsim   | Jan Thorell 2.06,03           | Stockholmspolisens IF         |
| 100 m bröstsim  | Anders Norling 1.05,67        | Stockholmspolisens IF         |
| 200 m bröstsim  | Anders Norling 2.20,69        | Stockholmspolisens IF         |
| 200 m medley    | Anders Ottosson 2.09,97       | Kristianstads SLS             |
| 400 m medley    | Pär Arvidsson 4.33,62         | Finspångs SK                  |
| 4x100 m frisim  | Borlänge SS 3.32,90           | Borlänge SS 3.32,90           |
| 4x200 m frisim  | Borlänge SS 7.42,21           | Borlänge SS 7.42,21           |
| 4x100 m medley  | Stockholmspolisens IF 3.55,88 | Stockholmspolisens IF 3.55,88 |

### Damer
| Gren            | Guld                        | Guld                      |
| 100 m frisim    | Gunn-Berit Myrvall 58,69    | Järfälla S                |
| 200 m frisim    | Pia Mårtensson 2.05,85      | Varbergs GIF              |
| 400 m frisim    | Susanne Ackum 4.24,66       | Borlänge SS               |
| 800 m frisim    | Susanne Ackum 8.59,20       | Borlänge SS               |
| 100 m fjärilsim | Gunilla Andersson 1.04,49   | SK Neptun                 |
| 200 m fjärilsim | Lena de Val 2.21,11         | Linköpings ASS            |
| 100 m ryggsim   | Cecilia Eklund 1.07,45      | Täby Sim                  |
| 200 m ryggsim   | Anette Lundström 2.20,95    | SK GeMa                   |
| 100 m bröstsim  | Eva-Marie Håkansson 1.13,08 | Kristianstads SLS         |
| 200 m bröstsim  | Ann-Sofie Roos 2.36,96      | Kristianstads SLS         |
| 200 m medley    | Anette Fredriksson 2.23,34  | Simklubben S02            |
| 400 m medley    | Ann-Sofie Roos 4.58,71      | Kristianstads SLS         |
| 4x100 m frisim  | Kristianstads SLS 3.58,99   | Kristianstads SLS 3.58,99 |
| 4x200 m frisim  | Borlänge SS 8.38,68         | Borlänge SS 8.38,68       |
| 4x100 m medley  | Kristianstads SLS 4.27,02   | Kristianstads SLS 4.27,02 |